# کمیل آلفونس ترزل
کمیل آلفونس ترزل (به فرانسوی: Camille Alphonse Trézel) (زاده ۵ ژانویه ۱۷۸۰، در پاریس – درگذشته ۱۱ آوریل ۱۸۶۰، در پاریس) او یک ژنرال فرانسوی، در دوره‌ای وزیر جنگ این کشور و یکی از همتایان فرانسه در دوران سلطنت جولای و همچنین دستیار رئیس ستاد کل در هیئت نظامی موریا بود. ترزل در دهه ۱۸۳۰ در اشغال الجزایر توسط فرانسه خدمت کرد، و در نبرد ماکتا شکستی فاجعه بار متحمل شد.
در سال ۱۸۰۱، کمیل آلفونس ترزل به عنوان نقشه‌کش وارد دفتر جنگ شد و در سال ۱۸۰۳ به درجه ستوانی در قسمت مهندسان توپوگرافی ارتش دست یافت. او در سال ۱۸۰۴ به ارتش هلند اعزام شد و سال بعد به درجهٔ دستیاری مهندس جغرافی ارتقا یافت. پس از جنگ ائتلاف چهارم، او در سال‌های ۱۸۰۷–۱۸۰۸ به عنوان دستیار ژنرال گاردان در هیئت اعزامی فرانسه به دربار فتحعلی‌شاه قاجار خدمت کرد، سپس در بازگشت در سال ۱۸۰۹ به دستیار ژنرال آرماند چارلز گیمینو منصوب شد. او دبیر کمیته تعیین حدود ایلیریا بود، در سال ۱۸۱۰ به درجهٔ کاپیتانی نائل شد و به ارتش اسپانیا منتقل شد. سپس در اواخر سال ۱۸۱۱ به آلمان فراخوانده شد و در بخش نقشه‌برداری هانسی، در لشکرکشی به رم فعالیت کرد، در سال ۱۸۱۳ به عنوان ستوان فرمانده رئیس ستاد لشکر ۱۳ شد و در دفاع از ماینز به ارتش خدمت کرد.
او در بازگشت به فرانسه برای جنگ صد روزه به ارتش بزرگ فراخوانده شد و در نبرد لیگنی از خود شجاعت نشان داد و در جریان این جنگ تیری به چشم چپش شلیک شد، و در ۵ ژوئیه ۱۸۱۵ با فرمانی به درجهٔ سرتیپی ارتقا یافت. این انتصاب در ماه بعد توسط خاندان بوربن‌ها لغو شد، بنابراین او در سال ۱۸۱۸ به عنوان سرهنگ در مقر فرماندهی به خدمت ادامه داد و به کمیسیون تعیین حدود شرق (۱۸۱۶–۱۸۱۸) و سپس تشکیل پرونده جنگ (۱۸۲۲) پیوست. او بار دیگر در جریان جنگ داخلی اسپانیا ۱۸۲۰–۱۸۲۳ از خود شجاعت نشان داده و به عضویت کمیته مشورتی و دبیری سازمان‌دهی مجدد کمیته برگزیده شد. او به عنوان معاون رئیس ستاد ارتش (۱۸۲۸) به هیئت اعزامی مورا پیوست و در سال ۱۸۲۹ به مقام فیلد مارشال ارتقا یافت.

## افتخارات
- ۱۳ ژانویه ۱۸۳۷: افسر بزرگ لژیون دونور

## کتابشناسی - فهرست کتب
- ژان باپتیست دوما، Un fourrier de Napoléon vers l'Inde: les papiers du laeutenant-général Trézel، …: جشن برتر: ۱۷۸۰–۱۸۱۲، پاریس، H. Charles-Lavauzelle، ۱۹۱۵

| مناصب سیاسی                                           | مناصب سیاسی                                      | مناصب سیاسی                 |
| ----------------------------------------------------- | ------------------------------------------------ | --------------------------- |
| پیشین: Alexandre Pierre Chevalier Moline de Saint-Yon | French minister of War ۹ مه ۱۸۴۷ – ۲۴ فوریه ۱۸۴۸ | پسین: Marie Alphonse Bedeau |